# Eurymeloides sogerensis
Eurymeloides sogerensis är en insektsart som beskrevs av Evans 1947. Eurymeloides sogerensis ingår i släktet Eurymeloides och familjen dvärgstritar. Inga underarter finns listade i Catalogue of Life.